# Glacier Aviator
Le glacier Aviator est un glacier de la chaîne Southern Cross, dans la terre Victoria septentrionale, en Antarctique.
Il est photographié depuis les airs par le capitaine W.M. Hawkes de l'US Navy, lors du premier vol ayant relié la Nouvelle-Zélande au détroit de McMurdo le 17 décembre 1955. Une tentative de reconnaissance par hélicoptère avec atterrissage d'une équipe de la New Zealand Geological Survey Antarctic Expedition (NZGSAE) doit être abandonnée après les avaries subies par l'USS Glacier du fait de la pression de la banquise en décembre 1958. Il est nommé par la NZGSAE quelques semaines plus tard en hommage au travail périlleux effectué par les pilotes et autres personnels aériens au cours des opérations d'exploration et de recherche scientifique en Antarctique.